# Лез-Адре-де-л’Эстерель
Лез-Адре́-де-л’Эстере́ль (фр. Les Adrets-de-l'Estérel) — коммуна на юго-востоке Франции в регионе Прованс — Альпы — Лазурный берег, департамент Вар, округ Драгиньян, кантон Сен-Рафаэль.
Площадь коммуны — 22,26 км², население — 2650 человек (2006) с выраженной тенденцией к росту: 2788 человек (2012), плотность населения — 125,0 чел/км².

## Население
Население коммуны в 2011 году составляло 2641 человек, а в 2012 году — 2788 человек.
| 1962 | 1968 | 1975 | 1982 | 1990 | 1999 | 2005 | 2006 | 2010 | 2011 | 2012 |
| ---- | ---- | ---- | ---- | ---- | ---- | ---- | ---- | ---- | ---- | ---- |
| 320  | 361  | 424  | 684  | 1474 | 2063 | 2558 | 2650 | 2629 | 2641 | 2788 |

Динамика населения:

## Экономика
В 2010 году из 1783 человек трудоспособного возраста (от 15 до 64 лет) 1299 были экономически активными, 484 — неактивными (показатель активности — 72,9 %, в 1999 году — 69,4 %). Из 1299 активных трудоспособных жителей работали 1174 человека (623 мужчины и 551 женщина), 125 числились безработными (53 мужчины и 72 женщины). Среди 484 трудоспособных неактивных граждан 145 были учениками либо студентами, 188 — пенсионерами, а ещё 151 — были неактивны в силу других причин.
На протяжении 2010 года в коммуне числилось 1012 облагаемых налогом домохозяйств, в которых проживало 2701,5 человек. При этом медиана доходов составила 22 071 евро на одного налогоплательщика.